# 영매

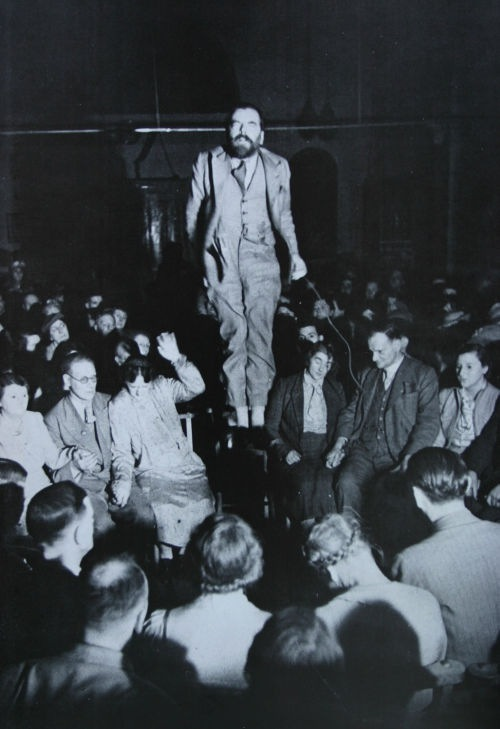
사기꾼으로 밝혀진 영매 콜린 에반스.

영매(靈媒, 영어: mediumship)는 죽은 자의 영혼과 살아있는 사람이 소통하게 만들어 준다는 자 또는 그 의식이며 미디엄(medium), 채널링(channeling)이라고도 한다. 또는 천과 지가 있으면 사람이 천의 차원 쪽으로 소통하는 것을 말한다.
영매는 친숙한 영혼이나 죽은 자의 영혼과 살아있는 인간 사이의 의사 소통을 중재하는 실천에 대한 믿음이다. 수행자는 "영매" 또는 "영매"로 알려져 있다. 강령술 테이블, 트랜스, 위자를 포함하여 다양한 유형의 영매 또는 영혼 채널링이 있다. 이 관행은 강신술, 영매술 및 일부 뉴에이지 그룹과 연관되어 있다.
심령 능력에 대한 믿음은 그 존재에 대한 경험적 증거가 없음에도 불구하고 널리 퍼져 있다. 과학 연구자들은 100년 넘게 영매 주장의 타당성을 확인하려고 시도했지만 지속적으로 이를 확인하지 못했다. 2005년 말, 영국 심리학회가 실시한 실험에서는 스스로를 영매라고 밝힌 피험자들은 영매적 능력을 전혀 보여주지 않는다는 사실이 재확인되었다.
영매는 위저보드가 엔터테인먼트원(原)로 사용되었던 19세기에 인기를 얻었다. 이 기간 동안의 조사 결과 일부 마술사가 무대 마술사가 사용하는 기술을 사용하는 등 광범위한 사기가 드러났고 마술은 신뢰성을 잃기 시작했다. 사기는 매체 또는 심령 산업에서 여전히 만연하며, 오늘날까지도 속임수와 사기 사례가 발견되고 있다.
영매의 여러 가지 변형이 설명되었다. 틀림없이 가장 잘 알려진 형태는 영매의 음성을 제어하고 이를 사용하여 메시지를 전달하거나 매체가 단순히 메시지를 "듣고" 전달하는 영과 관련이 있다. 다른 형태에는 정신의 구체화나 목소리의 존재, 염력 활동이 포함된다.

## 같이 보기
- 강령술
- 흑마법
- 백마법
- 위치크래프트
- 축복
- 신용 사기
- 저주
- 이타코
- 교령회
- 무당
- 신탁 (종교)
- 샤머니즘
- 빙의
- 정신주의
- 심령주의